# San Donà di Piave
San Donà di Piave je italské město v oblasti Benátsko (Veneto), v provincii Benátky. Je vzdáleno asi 45 km od Benátek a 30 km od Trevisa. Městem protéká řeka Piava, u které se odehrála jedna z důležitých bitev 1. světové války. Je zde pomník českých vojáků, kteří zde padli za války.

## Části obce
Calvecchia, Chiesanuova, Cittanova, Fiorentina, Fossà, Grassaga, Isiata, Mussetta di Sopra, Palazzetto, Passarella, Santa Maria di Piave

## Partnerská města
- Villeneuve-sur-Lot, Francie